# 聖荷西州立活動中心
聖荷西州立活動中心（英語：Event Center Arena）是一個5000個座位的多用途主場，是一所位於美國加州舊金山灣區南部聖荷西的聖荷西州立大學主校區體育館，在加利福尼亞州聖何塞市中心，賽事中心建於1989年，聖荷西州立大學斯巴達男子和婦女的籃球隊。
還舉辦春季和秋季召開儀式，工程學院和聖何塞州立大學商學院。
事件中心的設計，以適應多種不同的活動，包括音樂會，體育賽事，會議和企業各方。
每年，活動中心舉辦的FIRST機器人競賽矽谷地區。
聖何塞州立大學就業指導中心還採用了競技場舉辦的春季和秋季招聘會，一般設有數以百計的潛在雇主聖何塞州立大學的學生。
活動中心還設有一個設施齊全的健身房，包括籃球和壁球場，舉重房。不再是一個攀岩牆。

## 紀錄

### 演出紀錄
- 2008年11月30日，蔡依林第一位華人台灣女歌手舉行《唯舞獨尊世界巡迴演唱會》聖荷西站。
- 2011年9月11日，羅志祥第一位華人台灣男歌手舉行《舞法舞天之一萬零一夜安可世界巡迴演唱會》聖荷西站。
- 2014年3月28日，五月天第一位華人台灣樂團舉行《諾亞方舟世界巡迴演唱會》聖荷西站。
- 2014年11月23日，丁噹第一位華人中國女歌手舉行《真愛好難得世界巡迴演唱會》聖荷西站。

## 外部連結
- 聖荷西州立活動中心官方網站 （页面存档备份，存于）
- 發起人指南 （页面存档备份，存于）
- 聖荷西州立活動中心 （页面存档备份，存于）

37°20′07″N 121°52′47″W / 37.33536°N 121.87985°W